# 東通り (長野市)

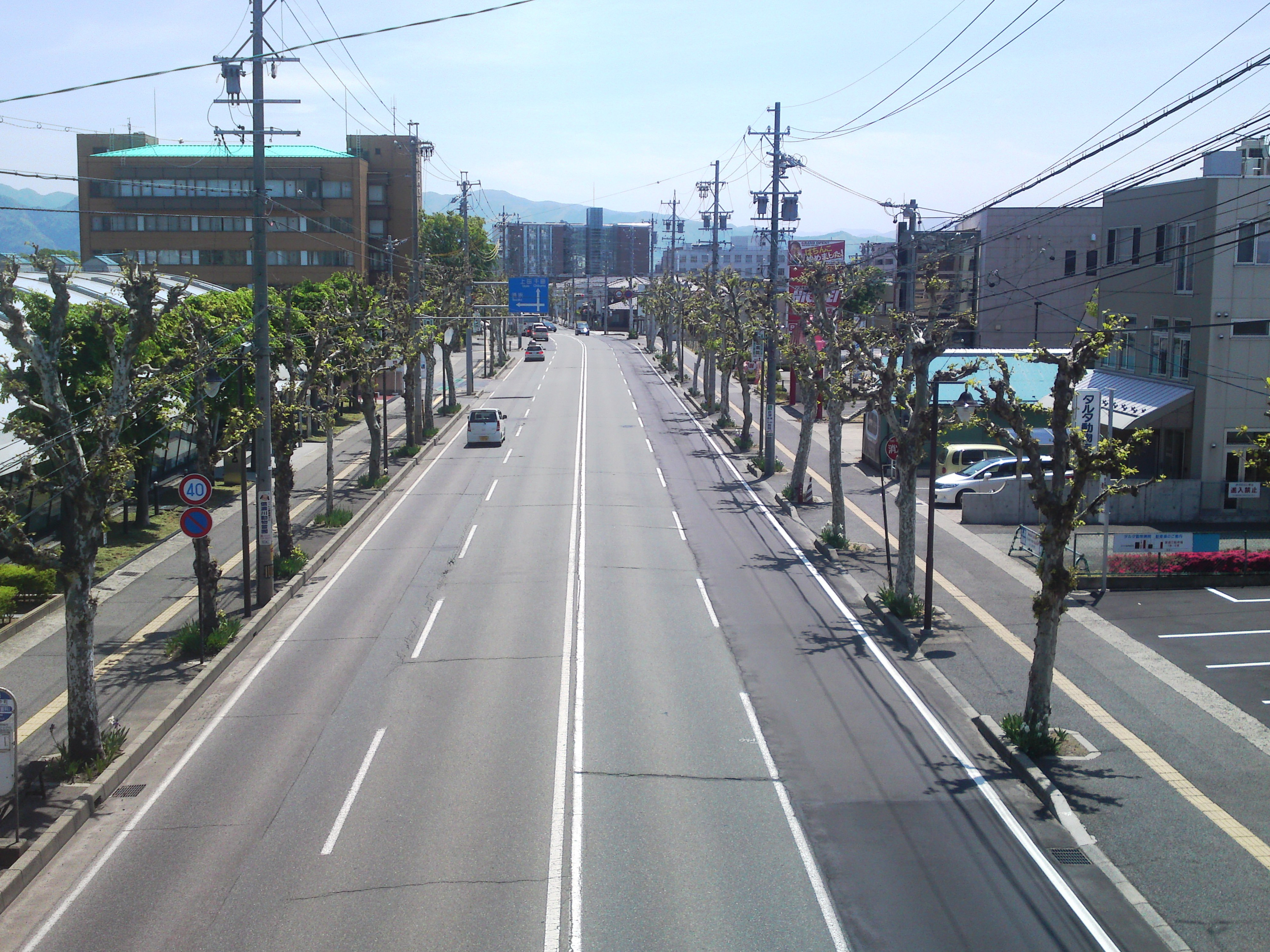
七瀬中町付近

東通り（あずまどおり、あづまどおり）は、長野県長野市の消防局前交差点（国道19号交点）から母袋交差点（国道18号交点）に至る道路の通称。全線が長野市道東通り線であり、七瀬南部交差点〜南部小学校北交差点の間は長野県道34号長野菅平線との重複区間である。
なお、道路愛称「東通り」の南端は母袋交差点だが、市道東通り線の終点は1つ南の川合新田交差点である。

## 概要
長野市街地の東縁を通る道路である。この近辺では少ない南北の幹線として、また国道18号方面と長野市街地とを結ぶ近道として、多くの利用がある。あづま通り・あずま通りなど表記揺れがあるが、沿道に設置されている道路愛称名の標識は東通りとなっている。
交差点部を除き全線が4車線であるが、道幅が狭く、特に七瀬南部交差点〜芹田小学校前交差点の区間は1車線の幅が大型車1台分ぎりぎりとなっている。
全線両側に街路樹としてプラタナスが植えられており、大きな葉を茂らせている。
なお、この道路の1本東側に並行する市道は、この道路にちなんで東東通り（とんとんどおり）と呼ばれている。

## 交差・接続する路線
- 消防局前交差点（居町＝起点）
  - 国道19号（昭和通り）
- 七瀬南部交差点（鶴賀七瀬南部）
  - 長野県道34号長野菅平線（七瀬通り）
- 南部小学校北交差点（鶴賀七瀬南部）
  - 長野県道34号長野菅平線・長野県道58号長野須坂インター線
  - 市道（東口通り）
- 母袋交差点（稲葉母袋＝東通り終点）
  - 国道18号（長野バイパス）

### 先線区間
- 川合新田交差点（稲葉川合新田＝市道東通り線終点）
  - 長野県道372号三才大豆島中御所線

## 沿道
沿道には国などの出先機関が多い。
- 鶴賀病院
- 長野市消防局 本部
  - 鶴賀消防署
- 長野信用金庫 本店
- 国土交通省関東地方整備局 長野国道事務所
- 国土交通省北陸地方整備局 千曲川河川事務所
- アーバンネット七瀬ビル
  - NTTインフラネット 長野支店
  - テルウェル東日本 長野支店
- 電算 本社
- 長野商工会議所
- 長野市立南部小学校
- 長野市教育委員会 長野市教育センター
  - 長野市視聴覚教育センター
  - 長野市少年育成センター
- 小賀坂スキー製作所 本社
- 日本郵政グループ 長野ビル
  - 郵便事業株式会社 信越支社
  - 郵便局株式会社 信越支社
  - ゆうちょ銀行 長野地域センター
  - かんぽ生命 長野支店
  - 長野栗田郵便局
- 信越郵政研修センター
- 林野庁中部森林管理局
- 栗田病院
- 新光電気工業 栗田総合センター
- 長野市立芹田小学校
- 学校法人文化長野学園
  - 文化学園長野中学校・高等学校
  - 文化学園長野専門学校
- 信州さがみ典礼 稲葉法事センター
- マツヤ 稲葉店